# Megumi Oniike
Megumi Oniike (jap. 鬼池　めぐみ, Oniike Megumi; * 18. Juni 1976) ist eine japanische Badmintonspielerin. 

## Karriere
Megumi Oniike wurde bei der Badminton-Weltmeisterschaft 2001 Neunte im Damendoppel gemeinsam mit Kaori Mori. Mit ihr belegte sie auch Rang drei bei den Swiss Open des gleichen Jahres sowie Rang zwei bei den nationalen Titelkämpfen 2001. Im Jahr zuvor hatten sie bereits die Erwachsenenmeisterschaft gewonnen.

## Sportliche Erfolge
| Saison | Veranstaltung     | Disziplin   | Platz | Name                       |
| ------ | ----------------- | ----------- | ----- | -------------------------- |
| 2001   | Weltmeisterschaft | Damendoppel | 9     | Kaori Mori / Megumi Oniike |
| 2001   | Swiss Open        | Damendoppel | 3     | Megumi Oniike / Kaori Mori |